# Owl Creek Mountains
Die Owl Creek Mountains sind eine Bergkette im Zentrum des US-Bundesstaates Wyoming. Sie sind Teil der Rocky Mountains und bilden von Osten nach Westen eine Brücke zwischen der Absaroka Range im Nordwesten und den Bridger Mountains im Osten. Das Gebirge bildet die Grenze zwischen dem Bighorn Basin im Norden und dem Shoshone Basin im Süden. Der Wind River durchquert den Wind River Canyon nördlich des Boysen Reservoirs zwischen den Owl Creek Mountains und den Bridger Mountains und wird auf der Nordseite der Berge zum Bighorn River. Der höchste Punkt des Gebirges, der Owl Creek Mountains High Point, liegt auf 3010 m. Die Owl Creek Mountains liegen vollständig im Gebiet des Wind River Indian Reservation in den Countys Hot Springs und Fremont.

## Belege
1. ↑  Naturalatlas: Owl Creek Mountains. Abgerufen am 18. März 2021 (englisch).
2. ↑  Peakbagger: Owl Creek Mountains High Point. Abgerufen am 18. März 2021.
3. ↑  Peakbagger: Owl Creek Mountains. Abgerufen am 18. März 2021.